# Taiji Nishitani
Taiji Nishitani (西谷 泰治, Nishitani Taiji), né le 1er février 1981 dans la préfecture de Hiroshima, est un ancien coureur cycliste japonais. Il est actuellement directeur sportif de l'équipe Aisan Racing depuis 2015 après y avoir été comme coureur pendant neuf années.

## Palmarès sur route

### Par années
- 2003
  - Prologue et 2e étape du Tour de Hokkaido
- 2004
  - Prologue, 2e et 3e étapes du Tour de Hokkaido
- 2005
  - JBCF Iwaki
- 2006
  - Tour de Hokkaido :
    - Classement général
    - 3e étape

  - West Japan Challenge Cycle Road Race
- 2007
  - 2e étape du Tour de Hokkaido
  - 6e et 8e étapes du Tour de la mer de Chine méridionale
  - 2e du championnat du Japon du contre la montre
  - 3e du JBCF Iwaki
- 2008
  - 3e étape du Tour de Java oriental
  - 6e étape du Tour de Hokkaido
  - 2e du championnat du Japon du contre la montre
- 2009
  -  Champion du Japon sur route
  - 6e étape du Jelajah Malaysia
  - 3eb étape du Tour de Singkarak
  - 3e du championnat du Japon du contre la montre
- 2010
  - 4e étape du Tour de Langkawi
  - Prologue du Tour de Hokkaido
  - 3e du Tour de Corée
- 2011
  - 8e étape du Tour de Taïwan
  - 3e étape du Tour de Kumano
  - 2e de la Japan Cup
  - 2e du Tour d'Okinawa
  - 3e du Tour de Kumano
- 2012
  - 6e étape du Tour du Japon
  - 4e étape du Tour de Chine I
  -  Médaillé de bronze du championnat d'Asie sur route
  - 3e du championnat du Japon du contre la montre
- 2013
  - 1re et 6e étapes du Tour du Japon
  - 2e du Chigasaki Velo Festa
- 2014
  - 6e étape du Tour de Thaïlande

### Classements mondiaux
| Année            | 2005 | 2006 | 2007 | 2008 | 2009 | 2010 | 2011 | 2012 | 2013 | 2014 |
| ---------------- | ---- | ---- | ---- | ---- | ---- | ---- | ---- | ---- | ---- | ---- |
| UCI Asia Tour    | 69e  | 19e  | 62e  | 9e   | 9e   | 38e  | 16e  | 5e   | 41e  | 74e  |
| UCI Oceania Tour |      |      |      |      | 75e  |      |      |      |      |      |

## Palmarès sur piste

### Championnats du monde
- Melbourne 2012
  - 19e de l'omnium

### Championnats d'Asie
- Changwon 2003
  -  Médaillé de bronze de la course aux points
  -  Médaillé de bronze de la poursuite par équipes
- Yokkaichi 2004
  -  Médaillé d'argent de l'américaine
  -  Médaillé de bronze de la poursuite par équipes
- Ludhiana 2005
  -  Médaillé de bronze de la poursuite par équipes
- Nakhon Ratchasima 2011
  -  Médaillé de bronze de la poursuite par équipes
  -  Médaillé de bronze de l'américaine

### Jeux Asiatiques
- Doha 2006 
  -  Médaillée d'argent de la poursuite

### Championnats nationaux
- 2002
  -  Champion du Japon de course aux points
- 2003
  -  Champion du Japon de course aux points
  -  Champion du Japon de poursuite par équipes
- 2004
  -  Champion du Japon de course aux points
- 2005
  -  Champion du Japon de poursuite
  -  Champion du Japon de course aux points
- 2006
  -  Champion du Japon de poursuite
  - 3e du championnat du Japon de course aux points